# Аль-Иттихад (футбольный клуб, Алеппо)
«Аль-Иттихад» (араб. الاتحاد حلب‎) — сирийский футбольный клуб из города Алеппо. Образован 20 июля 1949 года, под именем «Аль-Ахли», своё теперешние название носит с 1972 года. Домашние матчи проводит на арене «Международный стадион Алеппо», вмещающей 75 000 зрителей. В настоящий момент выступает в Премьер-лиге, сильнейшем дивизионе Сирии. «Аль-Иттихад» шесть раз побеждал в чемпионате Сирии и девять раз выигрывал национальный кубок, что делает его одним из наиболее титулованных клубов Сирии. «Аль-Иттихад» является постоянным участником азиатских клубных турниров, а в 2010 году клуб добился главной победы в своей истории победив во втором по значимости азиатском клубном турнире Кубке АФК.

## Достижения
- Чемпион Сирии (6): 1967, 1968, 1977, 1993, 1995, 2005.
- Обладатель Кубка Сирии (9): 1966, 1973, 1982, 1984, 1985, 1994, 2005, 2006, 2011.
- Обладатель Кубка АФК (1): 2010.